# Željeznica (folyó)
A Željeznica folyó Montenegró egyik folyója, Bar közigazgatási egység területén. A folyó Šušanjnál az Adriai-tengerbe torkollik. A folyóban egész évben van víz, mivel mellékfolyói, a Sutorman és a Kis-Rumija hegységek területén erednek. Amikor a montenegrói hadsereg megszerezte az Oszmán Birodalomtól Bart és környékét, akkor a határvonalat az Osztrák–Magyar Monarchia és a Montenegrói Fejedelemség közt a folyó vonalában húzták meg.

## Fordítás
Ez a szócikk részben vagy egészben  a(z)   Željeznica (Montenegro) című angol Wikipédia-szócikk ezen változatának fordításán alapul.  Az eredeti cikk szerkesztőit annak laptörténete sorolja fel. Ez a jelzés csupán a megfogalmazás eredetét és a szerzői jogokat jelzi, nem szolgál a cikkben szereplő információk forrásmegjelöléseként.